# The Bank of New York Mellon
The Bank of New York Mellon (рус. Бэнк оф Нью Йорк Меллон) — американская холдинговая компания; образовалась в 2007 году в результате слияния The Bank of New York и Mellon Financial Corporation.
Размер депозитарных активов — $41,1 трлн, размер активов под администрированием — $3,5 трлн, размер активов под управлением — $2,2 трлн на конец 2020 года. С 2011 года входит в число глобально системно значимых банков.
Согласно материалам Международного консорциума журналистских расследований The Bank of New York Mellon входит в число мировых лидеров по содействию отмыванию денег, через него проходит значительная часть от $2,4 трлн теневых транзакций, совершаемых через банки ежегодно. В первую пятерку входят также ещё один банк из США, JPMorgan Chase, два из Великобритании, HSBC и Standard Chartered и крупнейший банк Германии Deutsche Bank.

## История
The Bank of New York был основан Александром Гамильтоном 9 июня 1784 года и является старейшим банком США, а также 20-м старейшим в мире. Также он стал первой компанией, акции которой начали котироваться на Нью-Йоркской фондовой бирже после её открытия в 1792 году. В XIX веке банк финансировал строительство каналов, железных дорог и нью-йоркского метро, а также пароходные компании. В XX веке существенно разросся за счёт слияний и поглощений, наиболее крупными из которых были:
- New York Life Insurance and Trust Company (1922 год);
- Fifth Avenue Bank (1948 год);
- Empire Trust Company (1966 год);
- Irving Bank Corporation (1988 год);
- Ivy Asset Management (2000 год);
- Pershing LLC (2003 год).

Холдинговая компания для банка была создана в 1969 году.
T. Mellon & Sons' Bank был основан в Питтсбурге (Пенсильвания) в 1869 году отставным судьёй Томасом Меллоном (англ. Thomas Mellon) и его сыновьями Эндрю и Ричардом. Банк инвестировал в различные промышленные предприятия, такие как Alcoa, Westinghouse, Gulf Oil, General Motors и Bethlehem Steel. В 1902 году название было изменено на Mellon National Bank, в 1972 году банк был переименован в Mellon Bank, N.A., и для него была создана холдинговая компания Mellon National Corporation. В 1993 году были куплены The Boston Company и AFCO Credit Corporation, в следующем году Mellon объединился с Dreyfus Corporation. В 1999 году название было изменено на Mellon Financial Corporation, а через два года Mellon покинул рынок розничных банковских услуг, продав отделения компании Citizens Financial Group.
4 декабря 2006 года Bank of New York и Mellon Financial Corporation объявили о слиянии. В результате слияния образовалась крупнейшая компания в мире по работе с ценными бумагами, а также одна из крупнейших по управлению активами. Сумма сделки оценивалась в $16,5 млрд и была завершена 1 июля 2007 года.
В октябре 2008 года BNY Mellon была назначена казначейством США хранителем фонда рефинансирования компаний во время финансового кризиса 2007—2008 годов. Сама компания получила из этого фонда 3 млрд, но вернула их в полном размере уже в июне 2009 года.
В октябре 2015 года штаб-квартира была перенесена в Brookfield Place в нижнем Манхеттене.
В октябре 2017 года Bank of New York Mellon на время судебных разбирательств заморозил валютные резервы Национального фонда Республики Казахстан на $22,6 млрд, что составляет 40 % от Фонда будущих поколений республики.
В марте 2022 года Bank of New York Mellon прекратила банковскую и инвестиционную деятельность в России в связи с вторжение российской армии на территорию Украины и последовавшими за этим санкциями.

## Деятельность
Основным направлением деятельности является предоставление инвестиционных услуг, на плату за такие услуги в 2020 году пришлось более $12 млрд из $15,8 млрд выручки, ещё $3 млрд составил чистый процентный доход.
Компания состоит из двух основных подразделений:
- Инвестиционные услуги (Investment Services) — включают:
- Депозитарные услуги (The Bank of New York Mellon является крупнейшим депозитарным банком в мире с активами $41,1 трлн на конец 2020 года)
- Клиринговые услуги
- Брокерские услуги
- Обмен валют

Оборот подразделения в 2020 году составил — $12,2 млрд.
- Инвестиционный менеджмент (Investment & Wealth Management) — предлагает услуги по управлению активами физическим и юридическим лицам. Корпорация управляет активами на $2,21 трлн через восемь ориентированных на разные группы клиентов дочерних компаний: Alcentra, ARX, Dreyfus Cash Investment Strategies, Insight Investments, Mellon, Newton Investment Management, Walter Scott и Siguler Guff (в последней миноритарная доля). Услуги предоставляются через сеть из 35 отделений в США, а также офисы в Лондоне, Торонто, Гонконге и на Каймановых островах.

Оборот подразделения в 2020 году составил — $3,7 млрд.
Компания оказывает доверительное управление институциональным клиентам через дочернюю компанию Mellon Capital Management Corporation с активами $370 млрд.
В 2015 году The Bank of New York Mellon заняла 7-е место среди крупнейших инвестиционных компаний мира по размеру активов под управлением ($1,625 трлн).
Основной регион деятельности компании — США, на него в 2020 году приходилось $346 млрд из $470 млрд активов, $10 млрд из $15,8 млрд выручки, $1,65 млрд из $3,63 млрд чистой прибыли. Зарубежные операции разделены на три региона, EMEA (Европа, Ближний Восток и Африка), APAC (Азиатско-тихоокеанский регион и Австралия) и другие. Наибольшее значение имеет EMEA, на него пришлось $92,4 млрд активов и $4 млрд выручки, на APAC пришлось $28,4 млрд активов и $1,2 млрд выручки, на другие страны — $2,5 млрд активов и $700 млн выручки. Размер принятых депозитов на конец 2020 года составил $341,5 млрд, а выданных кредитов — $56,5 млрд.

## Финансовые показатели
| Год                                 | 2007  | 2008  | 2009   | 2010  | 2011  | 2012  | 2013  | 2014  | 2015  | 2016  | 2017  | 2018  | 2019  | 2020  |
| ----------------------------------- | ----- | ----- | ------ | ----- | ----- | ----- | ----- | ----- | ----- | ----- | ----- | ----- | ----- | ----- |
| Оборот                              | 11,3  | 13,57 | 7,654  | 13,88 | 14,8  | 14,61 | 15,05 | 15,69 | 15,19 | 15,24 | 15,54 | 16,39 | 16,46 | 15,81 |
| Чистая прибыль                      | 2,058 | 1,443 | -1,083 | 2,581 | 2,563 | 2,515 | 2,185 | 2,651 | 3,222 | 3,548 | 4,114 | 4,254 | 4,467 | 3,626 |
| Активы                              | 197,7 | 237,5 | 212,2  | 247,3 | 325,4 | 359,2 | 374,5 | 385,3 | 393,8 | 333,4 | 371,8 | 362,9 | 381,5 | 469,6 |
| Собственный капитал                 | 29,4  | 25,26 | 28,98  | 32,35 | 33,41 | 35,35 | 35,94 | 35,88 | 35,49 | 35,26 | 37,71 | 37,10 | 37,94 | 41,26 |
| Активы под управлением, млрд        | 1121  | 928   | 1115   | 1172  | 1226  | 1349  | 1557  | 1686  | 1625  | 1648  | 1893  | 1722  | 1910  | 2110  |
| Активы под администрированием, млрд | 2309  | 2008  | 2207   | 2506  | 2595  | 2634  | 2763  | 2852  | 2891  | 2950  |       |       |       |       |
| Активы в депозитариях, трлн         | 23,1  | 20,2  | 22,3   | 25,0  | 25,1  | 26,3  | 27,6  | 28,5  | 28,9  | 29,5  | 33,3  | 33,1  | 37,1  | 41,1  |

## Руководство
- Джозеф Эчеварриа (Joseph J. Echevarria) — независимый председатель правления.
- Томас Гиббонз (Thomas P. Gibbons) — главный исполнительный директор с 2020 года[2].

## Акционеры
Крупнейшие владельцы акций BNY Mellon на 31 марта 2017 года.
| Название акционера                               | Количество акций | Процент |
| ------------------------------------------------ | ---------------- | ------- |
| The Vanguard Group, Inc.                         | 66,349,376       | 6.38    |
| BlackRock Capital Management, Inc.               | 57,741,220       | 5.55    |
| T. Rowe Price Associates, Inc.                   | 54,276,553       | 5.22    |
| State Street Global Advisors, Inc.               | 48,538,700       | 4.67    |
| Dodge & Cox                                      | 45,008,588       | 4.33    |
| MFS Investment Management K.K.                   | 36,647,830       | 3.52    |
| Berkshire Hathaway, Inc.                         | 33,012,059       | 3.17    |
| Trian Fund Management, LP                        | ▬ 32,372,656     | 3.11    |
| Davis Selected Advisers, LP                      | 21,001,307       | 2.02    |
| Arnhold & S. Bleichroeder Advisers, LLC          | 19,708,865       | 1.89    |
| Macquarie Group Limited                          | 16,485,223       | 1.58    |
| Delaware Management Business Trust               | 16,390,623       | 1.57    |
| Longview Partners (Guernsey) Limited             | 15,792,286       | 1.51    |
| Columbia Management Investment Advisers, LLC     | 14,291,596       | 1.37    |
| Artisan Partners LP                              | 13,448,163       | 1.29    |
| Northern Trust Investments, N.A.                 | 12,387,849       | 1.19    |
| State Street Global Advisors (Australia) Limited | 12,030,619       | 1.15    |
| Harris Associates, L.P.                          | 11,863,301       | 1.14    |
| Geode Capital Management, LLC                    | 10,413,009       | 1.00    |
| J.P. Morgan Investment Management Inc.           | 9,807,053        | 0.94    |

- BNY Capital Funding LLC (Делавэр)
- BNY Capital Markets Holdings, Inc. (Нью-Йорк)
- BNY Capital Resources Corporation (Нью-Йорк)
- BNY International Financing Corporation (США)
- BNY Mellon Asset Management Japan Limited (Япония)
- BNY Mellon Capital Markets, LLC (Делавэр)
- BNY Mellon Fixed Income Securities, LLC (Делавэр)
- BNY Mellon Fund Managers Limited (Англия)
- BNY Mellon Global Management Limited (Ирландия)
- BNY Mellon Holdings (UK) Limited (Англия)
- BNY Mellon International Asset Management Group Limited (Англия)
- BNY Mellon International Asset Management (Holdings) Limited (Англия и Уэльс)
- BNY Mellon International Asset Management (Holdings) No. 1 Limited (Англия и Уэльс)
- BNY Mellon Investment Management (APAC) Holdings Limited (Англия)
- BNY Mellon Investment Management APAC LP (Англия и Уэльс)
- BNY Mellon Investment Management Cayman Ltd. (Каймановы острова)
- BNY Mellon Investment Management EMEA Limited (Англия)
- BNY Mellon Investment Management Europe Holdings Limited (Англия)
- BNY Mellon Investment Management (Europe) Limited (Англия)
- BNY Mellon Investment Management (Jersey) Limited (Джерси)
- BNY Mellon Investment Servicing (US) Inc. (Массачусетс)
- BNY Mellon, National Association (США)
- BNY Mellon Securities Services (Ireland) Limited (Ирландия)
- BNY Mellon Trust Company (Ireland) Limited (Ирландия)
- BNY Real Estate Holdings LLC (Делавэр)
- BNYM GIS Funding I LLC (Делавэр)
- BNYM GIS Funding III LLC (Делавэр)
- BNYM GIS (UK) Funding II LLC (Делавэр)
- Insight Investment Funds Management Limited (Англия)
- Insight Investment Management (Global) Limited (Англия)
- Insight Investment Management Limited (Англия)
- MAM (MA) Holding Trust (Массачусетс)
- MBC Investments Corporation (Делавэр)
- Mellon Canada Holding Company (Канада)
- Mellon Overseas Investment Corporation (США)
- One Wall Street Corporation (Нью-Йорк)
- Pershing Group LLC (Делавэр)
- Pershing Holdings (UK) Limited (Англия)
- Pershing Limited (Англия)
- Pershing LLC (Делавэр)
- Pershing Securities Limited (Англия)
- Standish Mellon Asset Management Company LLC (Делавэр)
- TBC Securities Co., Inc.(Массачусетс)
- The Bank of New York Mellon (Нью-Йорк)
- The Bank of New York Mellon (International) Limited (Англия)
- The Bank of New York Mellon (Luxembourg) S.A. (Люксембург)
- The Bank of New York Mellon SA/NV (Бельгия)
- The Dreyfus Corporation (Нью-Йорк)
- Walter Scott & Partners Limited (Шотландия)[19]